# Nati nel 2002/Luglio
| Questa pagina contiene informazioni ricavate automaticamente dalle voci biografiche con l'ausilio del template Bio e di un bot. L'aggiornamento è periodico e automatico e ricostruisce completamente la pagina. Se manca una persona in questa lista, sei pregato di non aggiungerla, ma accertati piuttosto che la sua voce biografica contenga il template Bio e che i dati anagrafici siano correttamente compilati. Se il template Bio manca, inseriscilo tu stesso o, in alternativa, metti l'avviso {{tmp\|Bio}} che ne segnala la mancanza. Se i dati riportati sono sbagliati, correggi direttamente la voce biografica; le modifiche saranno visibili in questa lista entro pochi giorni. Per chiarimenti vedi il progetto biografie. La lista contiene solo le 207 persone che sono citate nell'enciclopedia e per le quali è stato implementato correttamente il template Bio. Pagina aggiornata al 18 ago 2025. |

- 1º luglio - Kasper Andersen, ciclista su strada e pistard danese
- 1º luglio - Jahsean Corbett, cestista statunitense
- 1º luglio - Huỳnh Thị Thanh Thủy, modella vietnamita
- 1º luglio - Hōsei Kijima, calciatore giapponese
- 2 luglio - Dan Duščak, cestista sloveno
- 2 luglio - Sebastiano Esposito, calciatore italiano
- 2 luglio - Johanna Puff, biatleta tedesca
- 2 luglio - Luke Whitehouse, ginnasta britannico
- 3 luglio - Zini, calciatore angolano
- 3 luglio - Roberto Fernández Jaén, calciatore spagnolo
- 3 luglio - Marvin Keller, calciatore svizzero
- 3 luglio - Iván Leguizamón, calciatore paraguaiano
- 3 luglio - Andrea Papetti, calciatore italiano
- 3 luglio - Matti Peltola, calciatore finlandese
- 3 luglio - Guillermo Pereira, calciatore uruguaiano
- 3 luglio - Olivier-Maxence Prosper, cestista canadese
- 3 luglio - Andrija Radulović, calciatore montenegrino
- 3 luglio - Tomáš Rigo, calciatore slovacco
- 3 luglio - Ryan Rollins, cestista statunitense
- 3 luglio - Arthur Sales, calciatore brasiliano
- 3 luglio - Dominykas Stenionis, cestista lituano
- 4 luglio - Julie Belgraver, tennista francese
- 4 luglio - Ilaria Capitanelli, calciatrice italiana
- 4 luglio - Joaquín Gutiérrez, calciatore cileno
- 4 luglio - Lauren Macuga, sciatrice alpina statunitense
- 4 luglio - Lorenzo Pani, rugbista a 15 italiano
- 4 luglio - Alex Paulsen, calciatore neozelandese
- 4 luglio - Murillo Santiago Costa dos Santos, calciatore brasiliano
- 4 luglio - Saïdou Sow, calciatore guineano
- 5 luglio - Máximo Alonso, calciatore uruguaiano
- 5 luglio - Malachi Boateng, calciatore inglese
- 5 luglio - Vladyslav Buchov, nuotatore ucraino
- 5 luglio - Mohamed Elgendy, pentatleta egiziano
- 5 luglio - Jaden Hardy, cestista statunitense
- 5 luglio - Aleksandra Sergeevna Mal'cevskaja, scacchista russa
- 5 luglio - Zara Rutherford, aviatrice belga
- 5 luglio - Merlin Röhl, calciatore tedesco
- 6 luglio - Julija Avdeeva, tennista russa
- 6 luglio - Vicky Bernardi, sciatrice alpina italiana
- 6 luglio - Iurie Iovu, calciatore moldavo
- 6 luglio - Abdenego Nankishi, calciatore tedesco
- 6 luglio - Luis Tritscher, sciatore alpino austriaco
- 7 luglio - Francesca Curmi, tennista maltese
- 7 luglio - Senne Lammens, calciatore belga
- 7 luglio - Hasbulla, youtuber russo
- 7 luglio - Nikolas Polster, calciatore austriaco
- 7 luglio - Nicola Rountree-Williams, sciatrice alpina statunitense
- 7 luglio - Nicolas Vinokurov, ciclista su strada kazako
- 8 luglio - Silvinho Esajas, calciatore surinamese
- 8 luglio - Marino Hinestroza, calciatore colombiano
- 8 luglio - Ilaria Panzera, cestista italiana
- 8 luglio - Davide Piganzoli, ciclista su strada italiano
- 9 luglio - Amaury Cordeel, pilota automobilistico belga
- 9 luglio - Aaliyah Edwards, cestista canadese
- 9 luglio - Eirik Schau Giskås, sciatore alpino norvegese
- 9 luglio - Tieri Godame, calciatore centrafricano
- 9 luglio - Sana Gomes, calciatore guineense
- 9 luglio - Thomas Robinson, attore statunitense
- 9 luglio - Hugo Siquet, calciatore belga
- 9 luglio - Rasmus Søjberg Pedersen, ciclista su strada danese
- 9 luglio - Svetoslav Vucov, calciatore bulgaro
- 10 luglio - Mateo Argüello, calciatore uruguaiano
- 10 luglio - Mananchaya Sawangkaew, tennista thailandese
- 10 luglio - James Tracy, tennista statunitense
- 11 luglio - Pedrinho, calciatore brasiliano
- 11 luglio - Amad Diallo, calciatore ivoriano
- 11 luglio - Oliver Dovin, calciatore svedese
- 11 luglio - Julia Henriksson, velocista svedese
- 11 luglio - Andréas Hountondji, calciatore beninese
- 11 luglio - Vicente Poggi, calciatore uruguaiano
- 11 luglio - Juan Román Pucheta, calciatore argentino
- 11 luglio - Matteo Ruggeri, calciatore italiano
- 11 luglio - Si Jiahui, giocatore di snooker cinese
- 12 luglio - Jennie-Lee Burmansson, ex sciatrice freestyle svedese
- 12 luglio - Nnamdi Chinecherem, giavellottista nigeriano
- 12 luglio - Eduards Dašķevičs, calciatore lettone
- 12 luglio - Akoldah Gak, cestista australiano
- 12 luglio - Yiğit Onan, cestista turco
- 12 luglio - Dalen Terry, cestista statunitense
- 12 luglio - Nico Williams, calciatore spagnolo
- 12 luglio - Bertuğ Yıldırım, calciatore turco
- 13 luglio - Oumar Ballo, cestista maliano
- 13 luglio - Lukáš Horníček, calciatore ceco
- 13 luglio - Sika Koné, cestista maliana
- 13 luglio - Bianca Lapini, pallavolista italiana
- 13 luglio - Sebastian Tounekti, calciatore norvegese
- 14 luglio - Oso Ighodaro, cestista statunitense
- 14 luglio - Vadim Karpov, calciatore russo
- 14 luglio - Adam Moussa, cestista egiziano
- 14 luglio - Juan Ignacio Nardoni, calciatore argentino
- 15 luglio - Adil Aouchiche, calciatore francese
- 15 luglio - Tidjany Touré, calciatore francese
- 15 luglio - Filip Ilie, calciatore rumeno
- 15 luglio - Fally Mayulu, calciatore francese
- 15 luglio - Fabrizio Sartori, calciatore argentino
- 16 luglio - Paulos Abraham, calciatore svedese
- 16 luglio - Vita Akimova, pallavolista russa
- 16 luglio - Noam Dovrat, cestista israeliano
- 16 luglio - Andrei Gheorghiță, calciatore rumeno
- 16 luglio - Nadir Hifi, cestista francese
- 16 luglio - Li Yajie, tuffatrice cinese
- 16 luglio - Lathan Ransom, giocatore di football americano statunitense
- 16 luglio - Francesco Sani, pallavolista italiano
- 17 luglio - Rahman Amouzad, lottatore iraniano
- 17 luglio - Hanna Lundkvist, calciatrice svedese
- 17 luglio - Enzo Millot, calciatore francese
- 17 luglio - Gift Orban, calciatore nigeriano
- 17 luglio - Laurence Pithie, ciclista su strada e pistard neozelandese
- 17 luglio - Yani Quintero, calciatore colombiano
- 17 luglio - Wang Jianjiahe, nuotatrice cinese
- 17 luglio - Massimo Zilli, calciatore italiano
- 18 luglio - Adrià Domenech, cestista spagnolo
- 18 luglio - Louie Hinchliffe, velocista britannico
- 18 luglio - Larissa Iapichino, lunghista italiana
- 18 luglio - Andrew Longino, sciatore freestyle canadese
- 18 luglio - Adam Montgomery, calciatore scozzese
- 18 luglio - Marco Pellegrino, calciatore argentino
- 19 luglio - Noah Eile, calciatore svedese
- 19 luglio - Fábio Silva, calciatore portoghese
- 19 luglio - Lian Tran, tennista olandese
- 19 luglio - Dominik Veselovský, calciatore slovacco
- 20 luglio - Abdurauf Bo'riyev, calciatore uzbeko
- 20 luglio - Omar Campos, calciatore messicano
- 20 luglio - Antonia Kermer, ex sciatrice alpina tedesca
- 20 luglio - Hawa Sangaré, calciatrice francese
- 20 luglio - Oumar Traoré, calciatore maliano
- 21 luglio - Maksym Braharu, calciatore ucraino
- 21 luglio - Tommaso Gianazza, pallanuotista italiano
- 21 luglio - Rika Kihira, pattinatrice artistica su ghiaccio giapponese
- 21 luglio - Branislav Knežević, calciatore serbo
- 21 luglio - Nihat Məmmədli, lottatore azero
- 21 luglio - John Tolkin, calciatore statunitense
- 22 luglio - Jules Bouyer, tuffatore francese
- 22 luglio - Yoann Cathline, calciatore francese
- 22 luglio - Álvaro García Pascual, calciatore spagnolo
- 22 luglio - Jakub Szymański, ostacolista polacco
- 22 luglio - Pablo Monroy, calciatore messicano
- 22 luglio - Diyor Xolmatov, calciatore uzbeko
- 23 luglio - Jon Aramburu, calciatore venezuelano
- 23 luglio - Veronica Battelani, calciatrice italiana
- 23 luglio - Trey Benson, giocatore di football americano statunitense
- 23 luglio - Benjamin Flores Jr., attore statunitense
- 23 luglio - Hanna Heikal, nuotatrice artistica egiziana
- 23 luglio - Séléna Janicijevic, tennista francese
- 23 luglio - Dawid Kocyła, calciatore polacco
- 23 luglio - Lumix, disc jockey austriaco
- 23 luglio - Tiago Santos, calciatore portoghese
- 23 luglio - Ben Starkie, calciatore tanzaniano
- 24 luglio - Stelios Andreou, calciatore cipriota
- 24 luglio - Lachlan Bayliss, calciatore neozelandese
- 24 luglio - Ivan Bessonov, pianista e compositore russo
- 24 luglio - Elisa Cosetti, tuffatrice italiana
- 24 luglio - Liam Gillion, calciatore neozelandese
- 24 luglio - Ryōma Kimata, snowboarder giapponese
- 24 luglio - Jamal Shead, cestista statunitense
- 24 luglio - Manex Silva, fondista brasiliano
- 24 luglio - Benjamin Tanimu, calciatore nigeriano
- 24 luglio - Joao Urbáez, calciatore spagnolo
- 24 luglio - Rein Van Helden, calciatore belga
- 25 luglio - Ezequiel Fernández, calciatore argentino
- 25 luglio - Peter González, calciatore dominicano
- 25 luglio - Jean-Baptiste Gorby, calciatore francese
- 25 luglio - Adam Hložek, calciatore ceco
- 25 luglio - Rachid Kouda, calciatore italiano
- 25 luglio - Georgi Minoungou, calciatore ivoriano
- 25 luglio - Mario Sanabria, calciatore argentino
- 25 luglio - Len Schoormann, cestista tedesco
- 25 luglio - Alperen Şengün, cestista turco
- 25 luglio - Alexis Steimbach, calciatore argentino
- 25 luglio - Franco Watson, calciatore argentino
- 26 luglio - David Ayala, calciatore argentino
- 26 luglio - Coba da Costa, calciatore spagnolo
- 26 luglio - Daan Huisman, calciatore olandese
- 26 luglio - Shilese Jones, ginnasta statunitense
- 26 luglio - Lucas Kåhed, calciatore svedese
- 26 luglio - Morgan Rogers, calciatore inglese
- 26 luglio - Annabel Schasching, calciatrice austriaca
- 27 luglio - Tibet Görener, cestista turco
- 27 luglio - Abdullah Iqbal, calciatore pakistano
- 27 luglio - Maxwell Lewis, cestista statunitense
- 27 luglio - Rose Loga, martellista francese
- 27 luglio - Vale Pain, rapper italiano
- 27 luglio - Geōrgios Tanoulīs, cestista greco
- 27 luglio - Alan Velasco, calciatore argentino
- 27 luglio - Nico Young, mezzofondista statunitense
- 28 luglio - Tessy Ebosele, lunghista e triplista spagnola
- 28 luglio - Mads Hansen, calciatore danese
- 28 luglio - Facundo Kruspzky, calciatore argentino
- 28 luglio - Elena Kuličenko, altista russa
- 28 luglio - Lee Tae-seok, calciatore sudcoreano
- 28 luglio - Víctor Rofino, calciatore guineense
- 28 luglio - Zhu Zifeng, tuffatore cinese
- 29 luglio - Matteo Melluzzo, velocista italiano
- 29 luglio - Chrīstos Mpelevōnis, calciatore greco
- 29 luglio - Noah Vandenbranden, pistard e ciclista su strada belga
- 30 luglio - Daniel Díaz, calciatore cubano
- 30 luglio - Melisa Filis, calciatrice inglese
- 30 luglio - Ardon Jashari, calciatore svizzero
- 30 luglio - Taky Marie-Divine Kouamé, pistard francese
- 30 luglio - Sékou Mara, calciatore francese
- 30 luglio - Christiaan Ravych, calciatore belga
- 30 luglio - Sof'ja Samodurova, pattinatrice artistica su ghiaccio russa
- 30 luglio - Dar'ja Vas'kina, nuotatrice russa
- 30 luglio - Jabari Walker, cestista statunitense
- 31 luglio - Facundo Echevarría, calciatore argentino
- 31 luglio - Tommaso Milanese, calciatore italiano
- 31 luglio - David Okwera, cestista australiano